# Ernestine Lambriquet
Ernestine de Lambriquet (eigentlich Marie-Philippine Lambriquet; * 31. Juli 1778 in Versailles; † 30. Dezember 1813 in Paris) war eine französische Adlige und Adoptivtochter des französischen Königspaares Ludwig XVI. und Marie-Antoinette.

## Biographie
Sie gilt als die Tochter Jacques Lambriquets, des Sohnes wohlhabender Bauern und Kammerherr des Bruders des französischen Königs. Lambriquet heiratete im Jahr 1775 Marie-Phillipine Noirot, die im Schloss Versailles als Zimmermädchen arbeitete. 1778 wurde dann das zweite Kind des Paares geboren, Marie-Philippine Lambriquet. Die kleine Marie-Philippine hatte noch drei Geschwister: Louise Catherine (geboren 1776, gestorben 1778), Emilie Marie (geboren 1780, gestorben 1781) und Augustin Louis (geboren 1781, Todesjahr unbekannt).
Marie-Philippine Noirot starb am 30. April 1788 und ließ ihren Gatten mit den beiden noch lebenden Kindern Marie-Philippine (Ernestine) und Augustin zurück. Daraufhin adoptierte die französische Königin Marie-Antoinette das Mädchen, das seitdem Ernestine genannt wurde. Sie sollte eine Spielgefährtin der Prinzessin Marie Thérèse sein. Ernestine wurde wie Marie Thérèse mit Geschenken überhäuft, von denselben Lehrern unterrichtet und schlief sogar im selben Zimmer wie die Prinzessin.
Während der französischen Revolution kam sie im Juni 1791 unter dem Decknamen Madame Brunyer bei ihrem leiblichen Vater auf dem Land unter, kehrte aber später wieder zur königlichen Familie zurück.
Sie war dabei, als das Schloss des Königs 1792 vom Volk gestürmt wurde. Gemeinsam mit der adligen Pauline de Tourzel gelang es Ernestine jedoch, zu fliehen, während die Königsfamilie festgenommen wurde.
Ernestine heiratete am 7. Dezember 1810 den Pariser Jean Charles Germain Prempain. Dieser war seit einem Jahr verwitwet und bereits Vater von drei kleinen Kindern.
Sie starb kinderlos am 30. Dezember 1813 in Paris im Alter von 35 Jahren. Auf ihrem Totenschein sind als Eltern Jacques Lambriquet und Marie-Philippine Noirot angegeben.

## Mysterium
Ernestine wurde oft als uneheliche Tochter von König Ludwig XVI. und Marie-Philippine Noirot bezeichnet.
Laut einer gewissen Vertauschungstheorie soll Ernestines Adoptivschwester Marie Thérèse während ihrer Inhaftierung im Temple durch eine Vergewaltigung schwanger geworden sein. Dazu kam, dass die französische Prinzessin durch ihre Gefangenschaft und den Verlust ihrer Familie psychische Schäden davongetragen haben soll. Wegen der schlechten psychischen Verfassung sei sie nicht in der Lage gewesen, die geplante Ehe mit ihrem Cousin, dem Herzog von Angoulême, einzugehen. Doch wegen der politischen Interessen bestand man auf eine Heirat der beiden. Deshalb musste eine Dame gefunden werden, die sowohl Ähnlichkeit mit Marie Thérèse besaß als auch die Sitten am französischen Hof kannte. Laut der Theorie wurden Marie Thérèse und Ernestine vertauscht. Während Ernestine also den Herzog von Angoulême heiratete, soll Marie Thérèse nach Deutschland gebracht worden sein, wo sie mit dem Holländer Leonardus Cornelius van der Valck von 1810 bis 1837 auf dem Schloss Eishausen in Hildburghausen als sogenannte Dunkelgräfin lebte. Am 15. Oktober 2013 wurde das namenlose Grab der Dunkelgräfin für einen DNA-Test geöffnet. Es wurden Sargnägel und Teile eines Skeletts geborgen. Der DNA-Vergleich mit heute lebenden Nachfahren der Familie von Marie-Antoinette ergab im Jahr 2014, dass Marie Thérèse de Bourbon nicht die mysteriöse Dunkelgräfin gewesen sein kann. Dieser Teil der Theorie ist damit widerlegt. Allerdings muss mangels gesicherter Quellen offenbleiben, ob es nicht trotzdem einen Austausch der echten Prizessin mit Ernestine (oder einer anderen Person) gegeben hat.

## Quelle
- Susan Nagel: Marie-Thérèse: The Fate of Marie Antoinette’s Daughter. Bloomsbury, 2009, ISBN 978-0-7475-9666-0.

| Personendaten    | Personendaten                                                                                 |
| ---------------- | --------------------------------------------------------------------------------------------- |
| NAME             | Lambriquet, Ernestine                                                                         |
| ALTERNATIVNAMEN  | Lambriquet, Ernestine de (vollständiger Name); Lambriquet, Marie-Philippine (wirklicher Name) |
| KURZBESCHREIBUNG | französische Adlige                                                                           |
| GEBURTSDATUM     | 31. Juli 1778                                                                                 |
| GEBURTSORT       | Versailles                                                                                    |
| STERBEDATUM      | 30. Dezember 1813                                                                             |
| STERBEORT        | Paris                                                                                         |